# Spojení Slovinců ze Zámuří s matičním národem
Spojení Slovinců ze Zámuří s matičním národem (slovinsky Združitev prekmurskih Slovencev z matičnim narodom) je slovinský státní svátek, který připadá na 17. srpna. V tento den v roce 1919 bylo oficiálně vyhlášeno připojení oblasti Zámuří ke Království Srbů, Chorvatů a Slovinců. Tento den byl za svátek prohlášen v roce 2005.
Zámuří (slovinsky Prekmurje) bylo součástí Uherska. Po skončení první světové války požadovali místní obyvatelé, podrobení v předchozích letech násilné maďarizaci, připojení ke státu jižních Slovanů. První vojenské oddíly Království SHS vstoupily do Zámuří 12. srpna 1919. Za státní svátek byl prohlášen den, kdy byla oblast předána do civilní správy.
Tento státní svátek není dnem pracovního klidu.